# تراب (كيمياء)
التراب في سياق تاريخ الكيمياء هو مصطلح كان يشير إلى أحد العناصر الأربعة التقليدية التي كان يعتقد أن الكون مؤلف منها، وهي بالإضافة إلى التراب (أو الأرض)، جمعت الماء والهواء والنار. كانت هذه المفاهيم شائعة في عدد متنوع من الحضارات، كما في الحضارة المصرية القديمة واليونانية القديمة وفي عصر الحضارة الإسلامية، إلى أن ترسخت المفاهيم الحديثة لتعريف العناصر الكيميائية مع تطور العلوم في الحضارة الإنسانية.
عرّف اليونان القدماء التراب بأنه أي مادة التي لا يمكن أن تتغير لاحقاً عند تطبيق مصدر حراري متوفر. بقي هذا التعريف مطبقاً لوصف الأشكال المستقرة لمركبات العناصر، والتي غالباً ما كانت على شكل أكاسيد، مثل أكسيد الألومنيوم وأكسيد المغنيسيوم.
بقي هذا المصطلح مستخدماً للإشارة إلى تلك الأكاسيد حتى بداية القرن التاسع عشر، عندما تبلور مفهوم العناصر الكيميائية ومركباتها من الأكاسيد.